# Parafia św. Antoniego Padewskiego w Radecznicy
Parafia Świętego Antoniego Padewskiego w Radecznicy – parafia rzymskokatolicka z siedzibą w Radecznicy, należąca do dekanatu Szczebrzeszyn diecezji zamojsko-lubaczowskiej. 
Parafia została utworzona w 1981 przy klasztornym kościele św. Antoniego. Prowadzą ją Zakon Braci Mniejszych (bernardyni).
W 2015 papież Franciszek ogłosił kościół parafialny bazyliką mniejszą.
Do parafii należą wierni z następujących miejscowości: Chłopków, Gaj, Gruszka, Latyczyn, Podlesie Duże, Podlesie Małe, Radecznica, Zaporze.